# خوسيه ليون
خوسيه ليون (بالإنجليزية: José León)‏ هو لاعب كرة قاعدة أمريكي، ولد في 8 ديسمبر 1976 في Cayey, Puerto Rico ‏ في الولايات المتحدة.

## وصلات خارجية
- خوسيه ليون على موقع دوري كرة القاعدة الرئيسي (الإنجليزية)
- خوسيه ليون على موقعبيزبول رفرنس.كوم (الدوري الرئيسي) (الإنجليزية)
- خوسيه ليون على موقعبيزبول رفرنس.كوم (الدوري الثانوي) (الإنجليزية)
- خوسيه ليون على موقع إي إس بي إن.كوم (أم.أل.بي) (الإنجليزية)
- خوسيه ليون على موقع مشجعي الرسوم البيانية (الإنجليزية)